# Verenigde Arabische Emiraten op de Olympische Zomerspelen 2020
De Verenigde Arabische Emiraten namen deel aan de Olympische Zomerspelen 2020 in Tokio, Japan.

## Aantal atleten
| sport       | mannen | vrouwen | totaal |
| ----------- | ------ | ------- | ------ |
| Atletiek    | 1      | 0       | 1      |
| Judo        | 2      | 0       | 2      |
| Schietsport | 1      | 0       | 1      |
| Zwemmen     | 1      | 0       | 1      |
| totaal      | 5      | 0       | 5      |

## Deelnemers en resultaten

### Atletiek
Mannen
Loopnummers
| atleet             | onderdeel | series   | series | kwartfinale | kwartfinale | halve finale   | halve finale   | finale         | finale         |
| atleet             | onderdeel | tijd     | rang   | tijd        | rang        | tijd           | rang           | tijd           | rang           |
| ------------------ | --------- | -------- | ------ | ----------- | ----------- | -------------- | -------------- | -------------- | -------------- |
| Mohamed Al-Hammadi | 100 m     | 10,59 PB | 3 Q    | 10,64       | 8           | niet geplaatst | niet geplaatst | niet geplaatst | niet geplaatst |

### Judo
Mannen
| atleet          | onderdeel | eerste ronde         | tweede ronde         | derde ronde          | kwartfinale          | halve finale         | herkansing           | finale / BM          | finale / BM    |
| atleet          | onderdeel | tegenstander uitslag | tegenstander uitslag | tegenstander uitslag | tegenstander uitslag | tegenstander uitslag | tegenstander uitslag | tegenstander uitslag | rang           |
| --------------- | --------- | -------------------- | -------------------- | -------------------- | -------------------- | -------------------- | -------------------- | -------------------- | -------------- |
| Victor Scvortov | −73 kg    | n.v.t.               | Macias V 01-10       | niet geplaatst       | niet geplaatst       | niet geplaatst       | niet geplaatst       | niet geplaatst       | niet geplaatst |
| Fabio Basile    | −100 kg   | n.v.t.               | El Nahas V 00-10     | niet geplaatst       | niet geplaatst       | niet geplaatst       | niet geplaatst       | niet geplaatst       | niet geplaatst |

### Schietsport
Mannen
| atleet      | onderdeel | kwalificaties | kwalificaties | finale         | finale         |
| atleet      | onderdeel | punten        | rang          | punten         | rang           |
| ----------- | --------- | ------------- | ------------- | -------------- | -------------- |
| Paolo Monna | skeet     | 117           | 24            | niet geplaatst | niet geplaatst |

### Zwemmen
Mannen
| atleet              | onderdeel        | series | series | halve finale   | halve finale   | finale         | finale         |
| atleet              | onderdeel        | tijd   | rang   | tijd           | rang           | tijd           | rang           |
| ------------------- | ---------------- | ------ | ------ | -------------- | -------------- | -------------- | -------------- |
| Yousuf Al-Matrooshi | 100 m vrije slag | 51,50  | 50     | niet geplaatst | niet geplaatst | niet geplaatst | niet geplaatst |